# Каркан (Марказі)
Каркан (перс. كركان) — село в Ірані, у дегестані Енадж, у бахші Каре-Чай, шагрестані Хондаб остану Марказі. За даними перепису 2006 року, його населення становило 1437 осіб, що проживали у складі 424 сімей.

## Клімат
Середня річна температура становить 12,70 °C, середня максимальна – 31,81 °C, а середня мінімальна – -8,10 °C. Середня річна кількість опадів – 289 мм.
| Клімат поселення                              | Клімат поселення | Клімат поселення | Клімат поселення | Клімат поселення | Клімат поселення | Клімат поселення | Клімат поселення | Клімат поселення | Клімат поселення | Клімат поселення | Клімат поселення | Клімат поселення | Клімат поселення |
| Показник                                      | Січ.             | Лют.             | Бер.             | Квіт.            | Трав.            | Черв.            | Лип.             | Серп.            | Вер.             | Жовт.            | Лист.            | Груд.            |                  |
| Середній максимум, °C                         | 8,40             | 10,05            | 13,76            | 18,97            | 23,88            | 29,86            | 31,81            | 31,40            | 26,38            | 20,81            | 14,62            | 8,86             |                  |
| Середня температура, °C                       | 0,14             | 1,79             | 5,51             | 10,69            | 15,62            | 21,62            | 25,65            | 25,25            | 20,23            | 14,66            | 8,47             | 2,70             |                  |
| Середній мінімум, °C                          | −8,1             | −6,47            | −2,75            | 2,46             | 7,37             | 13,37            | 19,49            | 19,10            | 14,07            | 8,49             | 2,30             | −3,45            |                  |
| Норма опадів, мм                              | 44               | 38               | 51               | 37               | 34               | 7                | 0                | 1                | 0                | 8                | 27               | 42               |                  |
| Середньомісячна швидкість вітру, м/с          | 2.06             | 2.67             | 3.06             | 3.30             | 3.03             | 2.60             | 2.74             | 2.66             | 2.38             | 2.20             | 1.74             | 2.07             |                  |
| Середньомісячна сонячна радіація, кДж/м²·день | 8889             | 12170            | 14640            | 18186            | 22133            | 26881            | 25747            | 23947            | 21046            | 15494            | 10832            | 8742             |                  |
| --------------------------------------------- | ---------------- | ---------------- | ---------------- | ---------------- | ---------------- | ---------------- | ---------------- | ---------------- | ---------------- | ---------------- | ---------------- | ---------------- | ---------------- |
| Джерело:                                      |                  |                  |                  |                  |                  |                  |                  |                  |                  |                  |                  |                  |                  |